# The Laughing Apple
The Laughing Apple es el decimoquinto álbum de estudio de Cat Stevens/Yusuf. El álbum fue lanzado el 15 de septiembre de 2017 por Cat-O-Log Records. Es el cuarto lanzamiento de Yusuf desde su regreso a la música y el primero desde el aclamado Tell 'Em I'm Gone de 2014. El álbum fue producido por Cat Stevens/Yusuf y Paul Samwell-Smith. Su título es una referencia a uno de los éxitos anteriores de Cat Stevens, "The Laughing Apple", que se incluyó en su álbum de 1967 New Masters.

## Lista de canciones
1. "Blackness of the Night"
2. "See What Love Did to Me"
3. "The Laughing Apple"
4. "Olive Hill"
5. "Grandsons"
6. "Mighty Peace"
7. "Mary and the Little Lamb"
8. "You Can Do (Whatever)"
9. "Northern Wind (Death of Billy the Kid)"
10. "Don’t Blame Them"
11. "I'm So Sleepy"